# 大彭镇
大彭镇，是中华人民共和国江苏省徐州市铜山区下辖的一个乡镇级行政单位。

## 行政区划
大彭镇下辖以下地区：
义安社区、付庄村、田巷村、周棚村、王门村、闸口村、义安村、大彭村、权寨村、雁群村、侯楼村、沙塘村、夹河村、程庄村和大刘村。